# Titan Media
Titan Media è una casa di produzione cinematografica statunitense, con base a San Francisco, che produce e distribuisce film pornografici gay.

## Panoramica
La società è stata fondata nel 1995 dal regista e fotografo Bruce Cam ed è diventata in breve tempo uno dei marchi del settore più redditizi e conosciuti al mondo. La casa di produzione è parte del gruppo commerciale IO Group Inc. ed è conosciuta anche per il suo impegno a favore del sesso sicuro, rappresentando il sesso gay in maniera positiva.
Nel 2001, l'azienda ha lanciato una linea di prodotti sotto il marchio ManPlay, in seguito ha lanciato una linea giovanile di prodotti sotto l'etichetta TitanMen Fresh. Recentemente ha acquistato l'ex studio pornografico gay, MSR, prodigandosi a rilasciare sul mercato il loro vecchio catalogo, passato dal formato VHS al DVD.
La Titan Media viene spesso coinvolta in vari eventi, tra cui il Folsom Street Fair e i Gay Pride di San Francisco e Los Angeles, inoltre la società si prodiga per il sociale, elargendo somme di denaro per associazioni LGBT e per la lotta all'AIDS. Nel novembre del 2007 ha donato 25.000 dollari alla società no-profit Folsom Street Events' (FSE).

## Linee
- TitanMen – Linea originale
- TitanMen Fresh – Linea giovanile di prodotti
- ManPlay – Linea di prodotti a metà prezzo
- MSR – Linea di vecchi prodotti rilasciati in formato DVD

## Noti performers
| - Victor Banda - Alex Baresi - Tober Brandt - Dillon Buck - Tony Buff - Matthieu Costa - Dean Coulter - Damien Crosse - Brendan Davies - Jake Deckard - Spencer Reed - Christopher Saint - Alessio Romero - Josh West - Jesse Jackman - Jessy Ares |  | - Dean Flynn - Jon Galt - Blake Harper - Dirk Jager - Andrew Justice - Ty LeBeouf - Austin Masters - Adriano Marquez - Árpád Miklós - Cole Ryan - David Anthony - Aymeric DeVille - Tristan Jaxx - Matt Cole - Race Cooper - Wilfried Knight |  | - François Sagat - Tyler Saint - Dred Scott - Jason Ridge - Rob Romoni - Rick Van Sant - Michael Vincenzo - Wolf Hudson - Diesel Washington - Steve Cruz - Dario Beck - Marco Blaze - Stany Falcone - Cole Tucker - Trenton Ducati - Hunter Marx |